# Revenger (serie animata)
Revenger (REVENGER?) è una serie televisiva anime prodotta sia dallo studio Ajia-do Animation Works che dalle agenzie Nitroplus e Shochiku. La serie è stata trasmessa dal 5 gennaio al 23 marzo 2023. Dalla serie è stato tratto un adattamento manga, che ha iniziato la serializzazione sulla rivista Monthly GFantasy della casa editrice Square Enix a partire dal 18 gennaio dello stesso anno.

## Trama
Mentre il maestro assassino Usui Yuen indaga su una serie di omicidi fatti sul clan dei grandi samurai, i Satsuma, incontra Kurima Raizo, membro e sopravvissuto di uno degli attacchi. Insieme, scoprono che la vera natura di questi omicidi è più grande delle risorse rubate.

## Personaggi
Raizo Kurima (繰馬 雷蔵?, Kurima Raizō)
Doppiato da: Jun Kasama
Raizo è il protagonista della serie e maestro di spada, abbatte qualsiasi bersaglio con una sola spada. Silenzioso e onesto, è il modello di un samurai, disposto a morire per coloro ai quali ha promesso la sua fedeltà. Tuttavia, il suo modo di vivere è goffo. Non è molto bravo a contrattare o a fare ricerche di pancia, e una volta che si concentra su un compito, a volte perde di vista ciò che lo circonda. La sua purezza viene sfruttata e perde la sua strada nella vita da samurai.
Yuen Usui (碓水 幽烟?, Usui Yūen)
Doppiato da: Yūichirō Umehara
Yuen è il leader di un minimarket e usa la foglia d'oro per smaltire i suoi bersagli con splendore e spietatezza. All'esterno, da un lato, è un artista che è popolare sia in patria che all'estero, ma, dall'altro, agisce anche come un tuttofare per prendersi cura dei problemi dei cittadini. Mentre parla dolcemente e agisce sempre con eleganza, ha un lato misterioso che non mostra i suoi veri sentimenti agli altri.
Teppa Murakami (叢上 徹破?, Murakami Teppa)
Doppiato da: Shunsuke Takeuchi
Teppa è un membro dei quel minimarket dove lavora Yuen. Con il suo corpo muscoloso, possiede un enorme arco e scaglia una freccia mortale che può penetrare qualsiasi bersaglio lontano. È un ex pirata e ha un tremendo impulso distruttivo dentro, ma di solito lo sopprime e vive la sua vita come un mite medico di città. È un medico esperto che cura anche coloro che non hanno soldi ed è ampiamente ammirato dai cittadini.
Nio (鳰?)
Doppiato da: Hisako Kanemoto
Nio è un membro del minimarket che manipola una corda di aquilone rivestita di frammenti di vetro per intrappolare i suoi obiettivi. È un ragazzo androgino con un bel aspetto angelico, ma nonostante il suo aspetto, non ha moralità umana o concetto di giusto e sbagliato, e non ha alcuna esitazione nel commettere omicidi crudeli. Il suo comportamento quotidiano è infantile per la sua età, ma possiede anche una mente accorta e calcolatrice, e gioca brutti scherzi innocenti e astuti agli altri.
Soji (惣二?, Sōji)
Doppiato da: Shouta Hayama
Soji è un membro del minimarket, usa un hanafuda, in cui è incastonato un pezzo di ferro, per mirare al punto vitale del bersaglio. È un giocatore d'azzardo che vive in una casa a schiera con un debole per i soldi e i liquori. Si sveglia verso mezzogiorno e va nella sala da gioco, bevendo del sake sia che vinca o perda, conducendo una vita auto-indulgente. È la persona più umana della banda, con un carattere cattivo e molte lamentele, ma è anche sorprendentemente compassionevole.
Gerald Kanō (ジェラルド 嘉納?, Jerarudo Kanō)
Doppiato da: Akio Otsuka
Con sede in una cappella semidistrutta da qualche parte a Nagasaki, è un sacerdote responsabile dei commercianti di generi alimentari della città. Ogni volta che una moneta gli viene consegnata, fornisce informazioni sul bersaglio ai minimarket e dà preghiere e ricompense a coloro che hanno raggiunto con successo la convenienza. È un seguace di una religione monoteista che è stata introdotta durante il periodo degli Stati Combattenti, ma le sue credenze sono state trasformate in qualcosa di unico a causa del lungo periodo di proselitismo e oppressione.
Jinkurō Isarizawa (漁澤 陣九郎?, Isarizawa Jinkurō)
Doppiato da: Takehito Koyasu
Jinkuro è un funzionario dell'ufficio del magistrato di Nagasaki, una parte dell'apparato di sicurezza dello shogunato, e si è preso il merito di reprimere l'oppio. È soprannominato "Kaimaki Yoriki" a causa delle molte prostitute che di solito porta nei bordelli. Nonostante il suo comportamento frivolo, è in realtà un uomo molto scaltro e manipolatore. È profondamente legato alla malavita della città ed è disposto a utilizzare il minimarket per i propri fini.

## Media

### Anime
L'anime è diretto da Masaya Fujimori con le sceneggiature di Gen Urobuchi dell'agenzia Nitroplus e Renji Ōki, con Jun Futamata che si occupa della colonna sonora. Jiro Suzuki e Yuushi si sono occupati del character design e Yuji Hosogoe assume il ruolo di capo-direttore dell'animazione insieme a Yuki Nishioka ed Emiko Endo. La serie è in onda dal il 5 gennaio 2023 su Tokyo MX e altri reti televisive. In Italia, la serie viene trasmessa in versione sottotitolata su Crunchyroll, così come nel resto del mondo.

#### Episodi
| Nº | Titolo italiano Giapponese 「Kanji」 - Rōmaji                           | In onda          | In onda |
| Nº | Titolo italiano Giapponese 「Kanji」 - Rōmaji                           | Giapponese       |         |
| 1  | C'era una volta a Nagasaki 「Once Upon a Time in Nagasaki」             | 5 gennaio 2023   |         |
| 2  | L'oro apre ogni porta 「Gold Opens Any Door」                           | 12 gennaio 2023  |         |
| 3  | La fortuna è cieca e capricciosa 「Fortune is Fickle and Blind」        | 19 gennaio 2023  |         |
| 4  | Chiedete e vi sarà dato 「Ask, and You Shall Receive」                  | 26 gennaio 2023  |         |
| 5  | L'amore non muore mai 「Love Never Dies」                               | 2 febbraio 2023  |         |
| 6  | L'avvento del nemico 「Adversary Advent」                               | 9 febbraio 2023  |         |
| 7  | Una trappola rosea 「Rosy Pitfall」                                     | 16 febbraio 2023 |         |
| 8  | Due galli nel pollaio si fanno la guerra 「Two of a Trade Never Agree」 | 23 febbraio 2023 |         |
| 9  | Comprensione reciproca 「Mutual Understanding」                         | 2 marzo 2023     |         |
| 10 | Senza via d'uscita 「Nowhere to Run」                                   | 9 marzo 2023     |         |
| 11 | Il dado è tratto 「The Die is Cast」                                    | 16 marzo 2023    |         |
| 12 | Il Sole sorge sempre 「The Sun Always Rises」                           | 23 marzo 2023    |         |

### Manga
Dopo quasi due settimane l'uscita del primo episodio dell'anime, il 18 gennaio, venne creato un adattamento manga, scritto e disegnato da Ryūsei Yamada, che è iniziato con la serializzazione sulla rivista Monthly GFantasy della casa editrice Square Enix.